# Thrombospondin
Thrombospondine (TSP) sind sezernierte Proteine, die das Wachstum von kleinen Blutgefäßen (Angiogenese) hemmen.

## Bedeutung
Die Thrombospondine sind eine Familie von Proteinen, die an unterschiedlichen biologischen Prozessen beteiligt sind. Aus diesem Grund werden Thrombospondine als multifunktionale Proteine bezeichnet. Die Protein-Familie besteht aus Thrombospondin 1–5. Es werden Untergruppen unterschieden: Die Untergruppe A besteht aus TSP1 und TSP2; die Untergruppe B besteht aus TSP3, TSP4 und TSP5. TSP1 und TSP2 sind Homotrimere, das heißt, sie bestehen aus drei identischen Untereinheiten. TSP3, TSP4 und TSP5 sind Homopentamere, sie bestehen aus fünf identischen Untereinheiten.
TSP1 wurde erstmals aus Blutplättchen (Thrombozyten) isoliert, die mit Thrombin stimuliert wurden. Aus diesem Grund wurde Thrombospondin zunächst als 'Thrombin-sensitives Protein' bezeichnet. TSP1 ist an vielen unterschiedlichen biologischen Prozessen beteiligt, wie der Neubildung von Blutgefäßen (Angiogenese), dem programmierten Zelltod (Apoptose), der Aktivierung des Gewebshormons TGF-β und der Immunregulation. TSP1 hat mehrere Rezeptoren, darunter CD36, CD47 und Integrine.
TSP2 hemmt ebenfalls die Angiogenese und ist an der Zelladhäsion, der Zellwanderung (Zellmigration) und der Proliferation beteiligt.
Bei der Entwicklung des Gehirns werden TSP1 und TSP2 von unreifen Astrozyten gebildet. Dies fördert die Bildung neuer Synapsen.